# Eustatie Dabija
Eustatie Dabija (ou Eustache Dabija, mort en 1665) est prince de Moldavie de 1661 à 1665. 
La monarchie est élective dans les principautés roumaines de Moldavie et de Valachie, comme en Transylvanie et en Pologne voisines : le prince (voïvode, hospodar ou domnitor selon les époques et les sources) est élu par (et souvent parmi) les boyards : pour être nommé, régner et se maintenir, il s'appuie sur les partis de boyards et fréquemment sur les puissances voisines, habsbourgeoise, polonaise, russe et surtout ottomane, car jusqu'en 1859 les deux principautés sont vassales de la « Sublime Porte » dont elles sont tributaires.

## Biographie
Vieux boyard moldave porté sur le vin mais fort apprécié de ses pairs et des paysans, bien que n'appartenant pas à une famille princière, il est élu au trône en novembre 1661 avec l'appui du clan des Cantacuzènes et agréé par les Ottomans moyennant le versement d'un bakchich de 200 000 Lei.
Eustatie Dabija participe, du côté ottoman, aux deux campagnes contre les Habsbourg en Hongrie autrichienne, en 1663 et 1664. 
Il meurt le 11 septembre 1665. Il a comme successeur son "beau-gendre" Gheorghe II Duca qui a épousé Anastasia, fille du premier mariage de sa femme. Eustatie Dabija est inhumé dans le Monastère de Bârnova dont il a fait achever la construction.